# Julie Belgraver
Julie Belgraver (L'Aia, 4 luglio 2002) è una tennista francese.

## Vita personale
È nata a L'Aia, nei Paesi Bassi. Ha la doppia cittadinanza, francese e olandese, in quanto sua madre è originaria dell'Olanda ed ex tennista professionista Noëlle van Lottum, fondatrice e direttrice di un'accademia di tennis.

## Carriera
Julie Belgraver ha vinto 2 titoli in singolare e 6 titoli in doppio nel circuito ITF in carriera. Il 14 luglio 2025 ha raggiunto il best ranking in singolare raggiungendo la 237ª posizione mondiale, mentre il 30 giugno 2025 ha raggiunto la 231ª posizione in doppio.
Julie fa la sua prima apparizione nel circuito maggiore durante un Grand Slam agli Open di Francia 2019, dove è entrata grazie ad una wildcard nel tabellone di doppio insieme alla connazionale Mylène Halemai, dove sono state sconfitte dalle statunitensi Danielle Collins e Sabrina Santamaria in due set.
Nel 2025, partecipa alle qualificazioni del Roland Garros, dove batte al primo turno la cinese Shi Han, ma viene poi eliminata nel turno seguente dall'ucraina Anastasija Soboljeva. Riceve un invito anche per il doppio, sconfitta all'esordio in coppia con la semifinalista a sorpresa nel singolare Loïs Boisson, e per il misto, anche qui subito sconfitta con il connazionale Luca Sánchez.

## Statistiche ITF

### Singolare

#### Vittorie (2)
| Torneo $100.000 (0) |
| Torneo $80.000 (0)  |
| Torneo $60.000 (0)  |
| Torneo $40.000 (0)  |
| Torneo $25.000 (1)  |
| Torneo $15.000 (1)  |

| N. | Data            | Torneo                                      | Superficie  | Avversaria in finale | Punteggio     |
| 1. | 6 febbraio 2022 | World Tennis Tour Cancun, Cancún            | Cemento     | Miharu Imanishi      | 1-6, 6-3, 7-5 |
| 2. | 13 ottobre 2024 | Edmonton National Bank Challenger, Edmonton | Cemento (i) | Ariana Arseneault    | 6-1, 3-6, 6-2 |

#### Sconfitte (5)
| Torneo $100.000 (0) |
| Torneo $80.000 (0)  |
| Torneo $60.000 (1)  |
| Torneo $40.000 (0)  |
| Torneo $25.000 (2)  |
| Torneo $15.000 (2)  |

| N. | Data            | Torneo                                               | Superficie  | Avversaria in finale | Punteggio   |
| 1. | 30 gennaio 2022 | World Tennis Tour Cancun, Cancún                     | Cemento     | Stacey Fung          | 6(1)-7, 5-7 |
| 2. | 24 marzo 2024   | Egypt Sharm ElSheikh Women's Future, Sharm el-Sheikh | Cemento     | Malene Helgø         | 1-6, 0-6    |
| 3. | 28 aprile 2024  | Lexus GB Pro-Series Nottingham, Nottingham           | Cemento     | Mika Stojsavljevic   | 6(7)-7, 3-6 |
| 4. | 18 agosto 2024  | Bydgoszcz Open, Bydgoszcz                            | Terra rossa | Daria Kuczer         | 2-6, 0-6    |
| 5. | 21 giugno 2025  | Internationaux de Tennis de Blois, Blois             | Terra rossa | Panna Udvardy        | 5-7, 3-6    |

### Doppio

#### Vittorie (6)
| Torneo $100.000 (0) |
| Torneo $80.000 (0)  |
| Torneo $60.000 (1)  |
| Torneo $40.000 (0)  |
| Torneo $25.000 (0)  |
| Torneo $15.000 (5)  |

| N. | Data             | Torneo                                               | Superficie      | Compagna          | Avversarie in finale             | Punteggio           |
| 1. | 10 marzo 2018    | Tournoi International Féminin de l'AAC, Amiens       | Terra rossa (i) | Isabelle Haverlag | Lara Salden Camille Sireix       | 7-6(4), 6-2         |
| 2. | 22 febbraio 2020 | Magic Tours, Monastir                                | Cemento         | Mylène Halemai    | Petia Aršinkova Gergana Topalova | 2-6, 6-1, [10-4]    |
| 3. | 2 luglio 2021    | Antalya Series, Adalia                               | Terra rossa     | Amarissa Tóth     | Christina Rosca Ani Vangelova    | 6-2, 7-5            |
| 4. | 4 settembre 2021 | Open Féminin Marcel & Fils, Aix-en-Provence          | Terra rossa     | Léa Tholey        | Marija Bondarenko Ku Yeon-woo    | 6-1, 6-2            |
| 5. | 25 marzo 2024    | Egypt Sharm ElSheikh Women's Future, Sharm el-Sheikh | Cemento         | Holly Hutchinson  | Karola Bejenaru Jeong Bo-young   | 7–6(4), 3–6, [10–7] |
| 6. | 22 marzo 2025    | i-Vent Brankit Open, Maribor                         | Cemento (i)     | Urszula Radwańska | Lily Miyazaki Jessika Ponchet    | 6-1, 6-4            |

#### Sconfitte (8)
| Torneo $100.000 (1) |
| Torneo $80.000 (0)  |
| Torneo $60.000 (2)  |
| Torneo $40.000 (0)  |
| Torneo $25.000 (4)  |
| Torneo $15.000 (2)  |

| N. | Data             | Torneo                                           | Superficie  | Compagna             | Avversarie in finale                 | Punteggio |
| 1. | 20 novembre 2021 | Kyotec Open, Pétange                             | Cemento (i) | Lucie Nguyen Tan     | Xenia Knoll Joanne Züger             | 3-6, 3-6  |
| 2. | 22 gennaio 2022  | World Tennis Tour Cancun, Cancún                 | Cemento     | Jade Bornay          | Natsuho Arakawa Hina Inoue           | 4-6, 5-7  |
| 3. | 29 gennaio 2022  | World Tennis Tour Cancun, Cancún                 | Cemento     | Jade Bornay          | Miharu Imanishi Haine Ogata          | 2-6, 3-6  |
| 4. | 7 maggio 2022    | Bastad Women's Tour, Båstad                      | Terra rossa | Fanny Östlund        | Mona Barthel Caijsa Hennemann        | 1-6, 4-6  |
| 5. | 20 gennaio 2024  | Lexus GB Pro-Series Sunderland, Sunderland       | Cemento (i) | Katarína Strešnaková | Laura Hietaranta Ella McDonald       | 2-6, 1-6  |
| 6. | 2 novembre 2024  | Tevlin Women's Challenger, Toronto               | Cemento (i) | Jasmijn Gimbrère     | Jamie Loeb Justina Mikulskytė        | 2-6, 1-6  |
| 7. | 11 gennaio 2025  | Germain BMW of Naples, Naples                    | Terra verde | Jasmijn Gimbrère     | Allura Zamarripa Maribella Zamarripa | 5-7, 1-6  |
| 8. | 26 gennaio 2025  | Vero Beach International Tennis Open, Vero Beach | Terra verde | Jasmijn Gimbrère     | Carmen Corley Eva Vedder             | 2-6, 3-6  |